# Karl Wolff
Karl Friedrich Otto Wolff (Darmstadt, Hessen, Alemania; 13 de mayo de 1900 - Rosenheim, Alemania; 17 de julio de 1984) fue un líder nazi y alto oficial de las SS, con el rango de SS-Obergruppenführer y general de la Waffen SS, además de miembro del Reichstag. Se le conoce por haber rendido a las fuerzas alemanas en el Norte de Italia, sin permiso de Adolf Hitler, al final de la Segunda Guerra Mundial.

## Biografía

### Inicios
Wolff nació en Darmstadt, Alemania y se unió al Ejército alemán durante la Primera Guerra Mundial, saliendo retirado como teniente. En 1931, Wolff se unió al NSDAP con el número de ficha: 695.131, y en 1932 a las SS, con el número: 14.235. Wolff fue asignado al Estado Mayor, específicamente a la Oficina Principal de Personal del Reichsführer SS en 1933. En este cargo, trabajó cercanamente con Heinrich Himmler, y llegó a establecer una relación de confianza con este. En su correspondencia personal hacia Himmler, Wolff firmaba sus cartas Wolffchen, juego de palabras entre Wolff y Wolfchen (lobezno). Desde febrero hasta octubre de 1943, sirvió como Gobernador militar en Italia del Norte. Desde 1939 hasta 1943, también fue el enlace entre Himmler y el Cuartel General del Führer, y en 1943 hasta el final de la guerra permaneció en Italia como Jefe de las SS y la Gestapo. Acompañó a Himmler durante su visita oficial a España, en 1940.
En 2014, una noticia aparecida en el periódico italiano Avvenire sugiere que Hitler ordenó a Wolff secuestrar al papa Pío XII, a lo que este se negó.

### Operación Sunrise

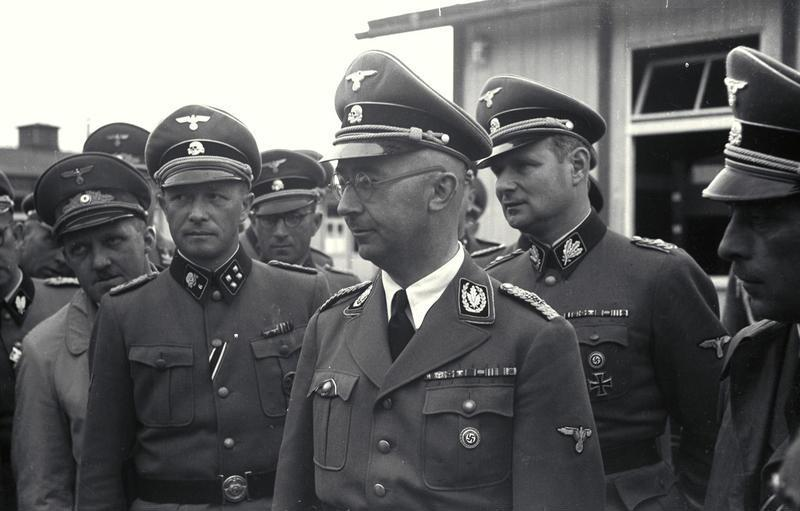
Karl Wolff, segundo por la derecha, detrás de Heinrich Himmler en una visita de inspección al campo de concentración de Mauthausen en abril de 1941.

El 6 de febrero de 1945, Wolff se reunió con Hitler en Berlín, y le comunicó que había establecido varios contactos para intentar conseguir un armisticio con los Aliados occidentales, es decir, Estados Unidos y el Reino Unido, dejando por fuera a la Unión Soviética. Entre estos contactos mencionó al cardenal Alfredo Ildefonso Schuster, arzobispo de Milán y amigo cercano del papa Pío XII. Hitler no hizo comentario alguno durante la presentación de Wolff, y este interpretó esta falta de reacción como una aprobación al plan. Joachim von Ribbentrop, quien se encontraba presente, concordó con Wolff, y partió a Suecia para intentar conseguir un armisticio similar pero sin ayuda de Wolff o Himmler, ya que rivalizaba con este último. Eventualmente, el plan de Wolff fue cambiando, al darse cuenta de que era poco probable que la alianza anglo-soviética se quebrase pronto. Finalmente, decidió negociar la rendición del Frente de Italia a las tropas angloparlantes, ya que deseaba evitar que el norte de Italia fuese liberado por los partisanos italianos, yugoslavos y franceses, de tendencia comunista.
El 8 de marzo, Wolff logró reunirse en Suiza con Allen Dulles, de la Oficina de Servicios Estratégicos estadounidense. Primero, Dulles había solicitado a Wolff la liberación de Ferruccio Parri, partisano italiano, como una muestra de buena voluntad. Wolff aseguró ser capaz de rendir el norte de Italia a los estadounidenses, previniendo la captura de este territorio por los comunistas. Además, se comprometió a intentar involucrar al mariscal Albert Kesselring, con el objetivo de que rindiese sus tropas, y pronosticó que otros generales seguirían su ejemplo. Sin embargo, al regresar a Italia, Wolff descubrió que Kesselring acababa de ser trasladado al Frente occidental, y había sido reemplazado por el Coronel General Heinrich von Vietinghoff.
El 19 de marzo, Wolff se reunió de nuevo con Dulles, esta vez en Ascona. Luego de informar a sus superiores, Dulles había recibido a dos generales, el estadounidense Lyman Lemnitzer y el británico Terence Airey, quienes entraron a Suiza bajo falsas identidades. Los soviéticos ya se habían enterado de esta reunión, y habían solicitado participar en la misma, pero los estadounidenses se habían negado. En esta reunión Wolff se comprometió a comunicar el plan a Kesselring, con la esperanza de que lo aprobase y convenciese a Vietinghoff de rendir Italia. Wolff también aseguró que se negaría a ejecutar a los prisioneros políticos, en caso de que le diesen la orden.
Poco después, los soviéticos acusaron a los Aliados occidentales de realizar negociaciones a sus espaldas. Además, la búsqueda de paz paralela que Ribbentrop llevaba a cabo en Suecia fracasó, y Hitler montó en cólera al enterarse, asegurando no haber sido informado de ésta. Esto ocasionó que Himmler entrara en pánico, y acusará a Wolff de ser estúpido. Según Himmler, espías de Ernst Kaltenbrunner lo habían puesto al tanto de las negociaciones, y temía que si se lo contaba a Hitler, este los ejecutaría a todos. Kaltenbrunner ya había emitido un decreto prohibiendo que la esposa de Wolff abandonase la residencia oficial. Cuando Wolff sugirió contarle la verdad a Hitler antes que Kaltenbrunner, Himmler lo desautorizó. Sin embargo, Wolff continuó trabajando en la operación Amanecer, como habían sido llamadas las negociaciones por los estadounidenses.
El 13 de abril, Himmler descubrió que Wolff lo había desobedecido y le ordenó que se presentase en Berlín. Desoyendo el consejo de Dulles, Wolff viajó a Berlín tres días después. Allí, se reunió con Kaltenbrunner y Himmler, con quienes tuvo una seria discusión. Finalmente, Wolff los amenazó con ir donde Hitler y contarle toda la verdad, incriminándolos a ellos también. Himmler retrocedió, pero Kaltenbrunner llevó a Wolff hacia la Cancillería del Reich. Durante el viaje, Wolff amenazó a Kaltenbrunner:

Si repite ante el Führer (Hitler) la historia de su agente, no iré a la horca solo. Usted y el Reichsführer (Himmler) colgarán a mi lado.
Karl Wolff hacia Ernst Kaltenbrunner

Kaltenbrunner habló primero a solas con Hitler. Cuando le llegó el turno a Wolff, Hitler lo acusó de ignorar el panorama político total, y negó haberlo autorizado alguna vez para que iniciase las negociaciones con Dulles. Wolff se defendió, alegando que aunque Hitler nunca lo autorizó verbalmente, el hecho de que no haya pronunciado palabra durante la reunión del 6 de febrero fue una autorización implícita. Wolff aseguró que las negociaciones habían sido exitosas y que había podido establecer un contacto hasta el presidente estadounidense Harry Truman, el primer ministro británico Winston Churchill y el mariscal británico Harold Alexander. En este punto, de acuerdo a Wolff, Hitler declaró:

Bien, acepto tu presentación. Tienes mucha suerte. Si hubieras fracasado, hubiera tenido que desecharte como lo hice con Hess.
Adolf Hitler, según Karl Wolff

Si esta afirmación de Wolff es cierta, significa que Hitler había autorizado el viaje que Rudolf Hess realizó a Escocia en 1941. Esto daría bases a una teoría que afirma que Hitler y Hess fueron engañados por el Servicio Secreto británico, para que pensasen que la caída del gobierno de Churchill era inminente y que un nuevo gobierno británico buscaría acabar la guerra con Alemania. De acuerdo a esta teoría, el objetivo era catalizar la invasión alemana de la Unión Soviética, y Hess habría viajado a Escocia creyendo que se iba a reunir con líderes del futuro gobierno británico. El gobierno británico ha desmentido esta teoría y, en su momento, Hitler declaró que Hess se había vuelto loco y había viajado a Escocia sin su permiso. Por supuesto, también es posible que Hitler estuviese mintiendo a Wolff.
Aunque Wolff logró calmar a Hitler, no pudo convencerlo de considerar la rendición de Italia. Hitler estaba seguro de que en cuestión de semanas la alianza anglo-soviética se quebraría, y que Alemania podría sobrevivir ofreciendo sus fuerzas al mejor postor. Al finalizar la reunión, Hitler le permitió continuar las negociaciones, pero le pidió que obtuviese mejores condiciones, aclarando que una rendición incondicional era prematura.
El 20 de abril, Wolff regresó a Italia y logró convencer al general Heinrich von Vietinghoff de que participase en las negociaciones de la rendición. Sin embargo, para ese momento, las protestas soviéticas habían cambiado la opinión de Truman y Churchill, que ahora consideraban que Vietinghoff no tenía intenciones de rendirse. Ese mismo día, el general Alexander ordenó que la Operación Amanecer fuese cancelada.
Cuando Wolff se enteró de la cancelación, se encontraba en Suiza, con los emisarios de Vietinghoff. Wolff pasó la noche allí, esperando que los Aliados cambiasen de opinión. Al día siguiente recibió una orden de Himmler de abandonar las negociaciones, y que regresase a Italia de inmediato. Al mismo tiempo, el Cardenal Schuster lo llamó para informarle que los partisanos comunistas lo esperaban en Milán para negociar la rendición. El religioso había estado llevando a cabo negociaciones de paz con los partisanos por órdenes de Wolff, pero este no tenía intenciones de rendirse ante ellos, y solamente buscaba ganar tiempo para poder concluir las negociaciones con los estadounidenses.

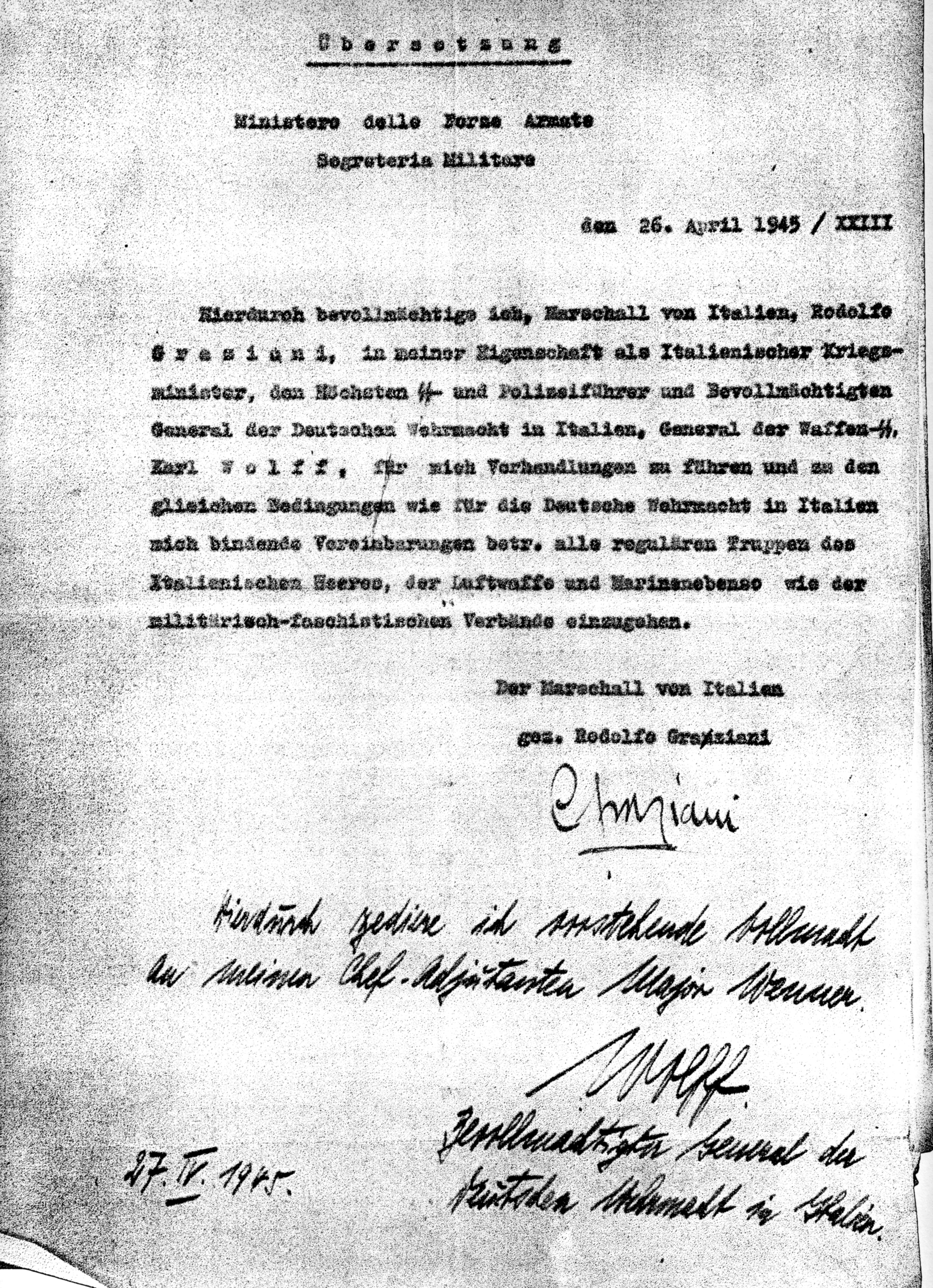
Autorización de rendición entregada por el Mariscal Rodolfo Graziani a Karl Wolff.

Después de esperar en vano durante varios días la respuesta aliada, Wolff regresó a Italia, pero fue rodeado por los partisanos en una pequeña villa el 26 de abril. Allí se encontró con el mariscal Rodolfo Graziani, quien le entregó una carta autorizando la rendición del ejército italiano leal a Mussolini. Max Waibel, oficial suizo que estaba asistiendo en las negociaciones de Wolff y Dulles, logró convencer a un oficial estadounidense, que tenía contacto con los partisanos, que entrara a la villa y liberara a Wolff. Luego de ser rescatado, Wolff ordenó a las SS en Milán que dejasen de combatir a los partisanos.
El 27 de abril, Wolff regresó a los Cuarteles Generales de las SS en Bolzano. Allí se le informó que los estadounidenses habían cambiado de opinión de nuevo, y querían retomar las negociaciones. Ante la presión de Alexander, Wolff prometió que la rendición se llevaría a cabo antes del mediodía del 2 de mayo. Sin embargo, Kesselring acababa de tomar el mando de todas las fuerzas alemanas en Italia y había eliminado a Vietinghoff de su cargo. Su reemplazo, el general Friedrich Schulz, se negó a colaborar con Wolff, y Kesselring se negó a considerar la rendición. Entonces Wolff arrestó a Schulz, y luego convenció al general Traugott Herr, comandante del 10.º Ejército, que rindiese sus tropas. Poco después de ratificar a Alexander que la rendición se llevaría a cabo el 2 de mayo, Wolff fue informado de que Hitler se había suicidado en Berlín. Después de una violenta discusión con Kesselring, Wolff logró convencerlo de que ordenase a Schulz la rendición de todas las fuerzas alemanas en Italia.

### Procesos judiciales después de la guerra
Wolff fue detenido en mayo de 1945 por tropas estadounidenses. Fue transferido a custodia de los británicos en Alemania, juzgado por una Corte alemana y sentenciado a cinco años de prisión en noviembre de 1948 debido a su pertenencia a las SS. Siete meses después su sentencia fue reducida a cuatro años y quedó en libertad.  En 1962, Wolff es arrestado nuevamente y convicto por la complicidad en la deportación de 300 000 judíos de Varsovia hacia el campo de exterminio de Treblinka en el verano de 1942, y condenado a 15 años de prisión. Wolff solo cumplió parte de su sentencia y salió en libertad en 1969, por razones de salud.
Wolff ha sido una figura controvertida por su presunta participación y conocimiento del Holocausto judío por parte de la SS, más allá de lo que se sabía de él. En efecto, Wolff declaró no saber nada sobre los campos de exterminio nazis, a pesar de ser un general de alto rango de la SS. Sin embargo, abiertamente admitió en un documental de televisión llamado El mundo en guerra que había sido testigo de la ejecución de prisioneros judíos junto a Heinrich Himmler, describiendo incluso que parte de la masa encefálica de un prisionero fue a parar al abrigo de Himmler.

## Promociones
Durante su carrera en la SS, Wolff alcanzó las siguientes promociones:
- SS-Oberstgruppenführer y Coronel General de la Waffen-SS: 20 de abril de 1945, promoción sin confirmar;
- SS-Obergruppenführer y General de la W-SS: 30 de enero de 1942;
- Teniente General de la Waffen SS: 3 de mayo de 1940;
- SS-Gruppenführer: 30 de enero de 1937;
- SS-Brigadeführer: 9 de noviembre de 1935;
- SS-Oberführer: 4 de julio de 1934;
- SS-Standartenführer: 20 de abril de 1934;
- SS-Obersturmbannführer: 30 de enero de 1934;
- SS-Sturmbannführer: 9 de noviembre de 1933;
- SS-Hauptsturmführer: 30 de enero de 1933;
- SS-Sturmführer: 18 de febrero de 1932.

## Asignaciones
- HöSSPF "Italia" (Cuartel General en Roma, Verona y Bolzano): 23 de septiembre de 1943 - 8 de mayo de 1945.
- Miembro del Reichstag (M.d.R.): marzo de 1933 - 8 de mayo de 1945.

## Condecoraciones de Guerra
- Cruz Alemana en Oro: 9. Dec. 1944;
- 1939 Cruz de Hierro en sus clases I y II; (Segunda Guerra Mundial)
- 1914 Cruz de Hierro en sus clases I y II; (Primera Guerra Mundial)
- Cruz de Mérito de Guerra en sus clases I y II con espadas;
- Cruz de Honor para Luchadores del Frente;
- Botón de Membresía del Partido en Oro.;
- Condecoración de Honor al Servicio del NSDAP;
- Condecoración de Honor Alemán Olympia en su primera clase. - Deutsche-Olympia Ehrenzeichen 1. Klasse;
- Condecoración por Servicios al SS - SS-Dienstauszeichnungen;
- Condecoración Deportiva del Reich en Plata - Reichssportabzeichen in Silber;
- Condecoración Deportiva de la SA en bronce - SA-Sportabzeichen in Bronze;
- Daga de Honor del Reichsführer de la SS y Anillo de la Calavera de la SS - Ehrendegen des RF SS/Totenkopfring der SS.